# مستشفى النيل بدراوي
مستشفى النيل بدراوي هو مستشفى خاص مقره بالقاهرة. أنشئ سنة 1985 وسعته الحالية 138 سريراً و7 غرف عمليات.
يضم المستشفى أيضاً قسماً لعلاج الأورام جراحياً وكيماوياً وإشعاعياً، كما توجد وحدة للغسيل الكلوي ووحدة لزراعة الكلى ووحدة للأطفال المبتسرين ووحدة عناية مركزة وعناية قلب ووحدة لعلاج العقم تجرى بها عمليات الإخصاب الصناعي (أطفال الأنابيب) ووحدة علاج طبيعي.

## إحصائيات
يعمل بالمستشفى 351 موظف, و144 طبيباً، و655 طبيباً واستشارياً زائراً.